# Хуан Гіральдо
Хуан Дієго Гіральдо Кобаледа (ісп. Juan Diego Giraldo Cobaleda; нар. 25 серпня 1974) — колумбійський борець вільного та греко-римського стилів, срібний та бронзовий призер чемпіонатів Центральної Америки, срібний та бронзовий призер Центральноамериканських і Карибських ігор, триразовий чемпіон та бронзовий призер Боліваріанських ігор, чемпіон та срібний призер Тихоокеанських ігор, учасник Олімпійських ігор.

## Життєпис
На змаганнях з боротьби зазвичай брав участь в обох видах змагань — з вільної та греко-римської боротьби, на яких досягав приблизно однакових результатів.

## Спортивні результати на міжнародних змаганнях

### Виступи на Олімпіадах
| Змагання                    | Збірна   | Вагова категорія                  | Місце |
| --------------------------- | -------- | --------------------------------- | ----- |
| Літні Олімпійські ігри 1996 | Колумбія | греко-римська боротьба, до 100 кг | 17    |

### Виступи на Панамериканських чемпіонатах
| Змагання                                   | Збірна   | Вагова категорія                 | Місце |
| ------------------------------------------ | -------- | -------------------------------- | ----- |
| Панамериканський чемпіонат з боротьби 1989 | Колумбія | греко-римська боротьба, до 82 кг | 5     |
| Панамериканський чемпіонат з боротьби 1991 | Колумбія | вільна боротьба, до 90 кг        | 5     |
| Панамериканський чемпіонат з боротьби 1991 | Колумбія | греко-римська боротьба, до 90 кг | 4     |
| Панамериканський чемпіонат з боротьби 1992 | Колумбія | греко-римська боротьба, до 90 кг | 5     |
| Панамериканський чемпіонат з боротьби 1992 | Колумбія | вільна боротьба, до 90 кг        | 5     |

### Виступи на Панамериканських іграх
| Змагання                  | Збірна   | Вагова категорія                 | Місце |
| ------------------------- | -------- | -------------------------------- | ----- |
| Панамериканські ігри 1991 | Колумбія | вільна боротьба, до 90 кг        | 5     |
| Панамериканські ігри 1991 | Колумбія | греко-римська боротьба, до 90 кг | 4     |

### Виступи на Центральноамериканських і Карибських іграх
| Змагання                                     | Збірна   | Вагова категорія                 | Місце  |
| -------------------------------------------- | -------- | -------------------------------- | ------ |
| Центральноамериканські і Карибські ігри 1990 | Колумбія | вільна боротьба, до 90 кг        | Бронза |
| Центральноамериканські і Карибські ігри 1990 | Колумбія | греко-римська боротьба, до 90 кг | Срібло |

### Виступи на Тихоокеанських іграх
| Змагання                | Збірна   | Вагова категорія                  | Місце  |
| ----------------------- | -------- | --------------------------------- | ------ |
| Тихоокеанські ігри 1995 | Колумбія | греко-римська боротьба, до 100 кг | Срібло |
| Тихоокеанські ігри 1995 | Колумбія | вільна боротьба, до 130 кг        | Золото |

### Виступи на Боліваріанських іграх
| Змагання                 | Збірна   | Вагова категорія                  | Місце  |
| ------------------------ | -------- | --------------------------------- | ------ |
| Боліваріанські ігри 1989 | Колумбія | греко-римська боротьба, до 90 кг  | Золото |
| Боліваріанські ігри 1989 | Колумбія | вільна боротьба, до 90 кг         | Золото |
| Боліваріанські ігри 1997 | Колумбія | вільна боротьба, до 125 кг        | Золото |
| Боліваріанські ігри 1997 | Колумбія | греко-римська боротьба, до 125 кг | Бронза |

### Виступи на чемпіонатах Центральної Америки
| Змагання                                      | Збірна   | Вагова категорія                 | Місце  |
| --------------------------------------------- | -------- | -------------------------------- | ------ |
| Чемпіонат Центральної Америки з боротьби 1990 | Колумбія | вільна боротьба, до 90 кг        | Бронза |
| Чемпіонат Центральної Америки з боротьби 1990 | Колумбія | греко-римська боротьба, до 90 кг | Срібло |

### Виступи на інших змаганнях
| Змагання                                                             | Збірна   | Вагова категорія                  | Місце  |
| -------------------------------------------------------------------- | -------- | --------------------------------- | ------ |
| Панамериканський Олімпійський кваліфікаційний турнір з боротьби 1996 | Колумбія | греко-римська боротьба, до 100 кг | Бронза |
| Панамериканський Олімпійський кваліфікаційний турнір з боротьби 1996 | Колумбія | вільна боротьба, до 130 кг        | 6      |